# Trichosalpinx roraimensis
Trichosalpinx roraimensis är en orkidéart som först beskrevs av Robert Allen Rolfe, och fick sitt nu gällande namn av Carlyle August Luer. Trichosalpinx roraimensis ingår i släktet Trichosalpinx och familjen orkidéer. Inga underarter finns listade i Catalogue of Life.